# Crucificação (Heemskerck)
Crucificação é um políptico de 1543 do pintor maneirista holandês Maarten van Heemskerck na Catedral de Linköping, consistindo de um tríptico mais alto acima de um tríptico mais curto, resultando em seis painéis na frente e quatro atrás.